# Agencia Rapho
La agencia Rapho es una agencia de fotografía francesa que fue fundada en 1933, por tanto es la primera agencia de fotoperiodismo creada en Francia. Comprada en 2000 por el grupo Hachette y en 2006 por Green Recovery forma parte de una nueva agencia llamada Eyedea. 
La fundó en 1933 Charles Rado que era un judío húngaro junto a Émile Savitry, Ergy Landau, Ylla y Brassaï, la mayoría de ellos procedentes de Hungría, sin embargo Rado tuvo que emigrar en 1940 a los Estados Unidos a causa de la Segunda Guerra Mundial y la agencia tuvo que dejar de funcionar.
En 1946 Raymond Grosset la puso a funcionar de nuevo, para lo que contrató a una generación de nuevos fotógrafos franceses entre los que se encontraban: Robert Doisneau, Édouard Boubat, Jean-Philippe Charbonnier, Jean Dieuzaide, René Maltête, Janine Niepce, Sabine Weiss y Willy Ronis; este grupo de fotógrafos trataba de mantener un enfoque hacia una fotografía humanista. Pronto se unieron Roland y Sabrina Michaud, François Le Diascorn, Hervé Gloaguen, Hans Silvester, Françoise Huguier, Jean Noël de Soye, Michel Baret, Véronique Durruty y Georg Gerster que coincidían en el planteamiento de un trabajo centrado en el humanismo.
Paralelamente Rado puso en funcionamiento una oficina en Nueva York junto al fotógrafo Paul Guillumette y que se llamó Rapho Guillumette Pictures, lo que permitió un trabajo más amplio.
Dispone de más de cuatro millones de negativos y de las colecciones de Robert Doisneau, Édouard Boubat y Willy Ronis, además posee un importante catálogo de fotografías sobre naturaleza que fueron publicadas en la revista Géo.
Poco después de la muerte de Raymond Grosset fue comprada por la filial del grupo Hachette llamada Hachette Filipacchi Médias el día 6 de abril de 2000.  En diciembre del 2006 Hachette Filipacchi Photo fue comprado por Green Recovery y se puede considerar un banco de fotografías comparable a los de las agencias estadounidenses Corbis y Getty images ya que en este momento su fondo fotográfico incluye además el procedente de la agencia Gamma y se denomina Eyedea.